# Jerónima Ballesta
Pour les articles homonymes, voir Ballesta.
Jerónima Ballesta Navarro est une joueuse de pétanque espagnole.
Elle a remporté quatre titres de championne du monde, en triplette, un titre de championne d'Europe triplette ainsi qu'une place de finaliste aux championnats du Monde en triplette, deux places de finalistes aux championnats d'Europe toujours en triplette et une troisième place aux Jeux mondiaux en doublette.

## Biographie

### Au niveau international et continental de 1989 à 2001
Pour sa première participation à une compétition internationale, Jerómina Ballesta finit troisième en doublette des Jeux mondiaux 1989 à Karlsruhe, avec Carmen-Mari Gimenez. Jerómina Ballesta est championne du Monde en triplette féminine 1996 à Pori, avec Catalina Mayol, Maria Mar Paterna et Inès Rosario (Équipe d'Espagne). Avec ses coéquipières, elles éliminent l'Allemagne en quart de finale, le Madagascar (Volana Rajaona, Simone Ranorosoa, Bella Randiransolo et Minotiana Ravoja) en demi finale et battent les françaises (Nathalie Gelin, Sylvette Innocenti, Michèle Moulin et Christine Saunier) en finale.
Elle conserve son titre de championne du Monde triplette 1998 à Stockholm, avec Catalina Mayol, Rosario Pastor et Inès Rosario. Sur ce championnat, Jerómina Ballesta et l'équipe d'Espagne éliminent les Pays-Bas 13 à 0 en quart de finale, le Madagascar 13 à 5 en demi finale et 15 à 7 la France (Aline Dole, Ranya Kouadri, Angélique Colombet et Peggy Milei) en finale. Jerómina Ballesta est finaliste en triplette des Championnats d'Europe 2001 à Strasbourg, avec Inès Rosario, Catalina Mayol et Yolanda Matarranz. Sur cette compétition européenne, les espagnoles perdent ainsi en finale contre les françaises composées d'Angélique Colombet, Florence Schopp, Cynthia Quennehen et Ranya Kouadri trois victoires à deux, auparavant l'équipe d'Espagne a battu l'Angleterre (Vanessa Webb , Leena Rhodes, Kathryn Lewis et Diz Murray) en demi finale.

### Au niveau international et continental depuis 2002
Elle est championne du Monde triplette 2002 à La Tuque, avec Maria-José Diaz, Yolanda Matarranz et Maria Perès. Pour en arriver à ce titre mondial, Jerómina Ballesta et ses coéquipières éliminent l'Allemagne 13 à 6 en quart de finale, les Pays-Bas 13 à 2 en demi finale et pour finir la Thaïlande de Noknoi Youngcham, Mammad Waraporn, Thongsri Thamakord et Yanin Lertwisetkaew, sur le score de 15 à 11 en finale. Jerómina Ballesta est championne d'Europe en triplette 2003 à Rastatt, avec María-José Pérez, María-José Diaz et Yolanda Matarranz. Pour ce titre européen, elle et ses compatriotes espagnoles battent la Suisse 13 à 12 en quart de finale, l'Allemagne (Gundrun Deterding, Lara Eble, Daniela Thelen et Susi Fleckenstein) 13 à 11 en demi finale et la France (Angélique Colombet, Cynthia Quennehen, Chantal Salaris et Florence Schopp) 13 à 10 en finale.
Elle est finaliste en triplette du championnat d'Europe 2005 à Odense, avec María-José Pérez, Verónica Martinez et Yolanda Matarranz. Sur ce championnat d'Europe, Jerómina Ballesta et l'équipe d'Espagne battent la Finlande en quart de finale, la Suède (Linda Bengtsrom, Matilda Boström , Lotta Larsson et Ingrid Wahlbin) 13 à 2 en demi finale mais buttent en finale en perdant contre l'équipe de France composée d'Evelyne Lozano, Angélique Colombet, Cynthia Quennehen et Marie-Christine Virebayre.
Jerómina Ballesta remporte un quatrième titre de championne du Monde triplette 2008 à Samsun, avec Inès Rosario, Yolanda Matarranz et Silvia Garces,. Pour cette édition des championnats du monde, elle et ses coéquipières espagnoles éliminent le Canada 13 à 5 en quart de finale, la France (Ranya Kouadri, Florence Schopp, Angélique Colombet et Marie-Christine Virebayre) 13 à 4 en demi finale et battent les thaïlandaises (Chuamung Sujittra, Janjira Hansuwan, Kannika Limwanich et Suphannee Wongsut) 13 à 10 en finale. Elle finit troisième du championnat du Monde triplette 2009 à Suphanburi, avec Yolanda Matarranz, Silvia Garces et Inès Rosario. Jerómina Ballesta et l'équipe d'Espagne sont battues en demi finale par la Thaïlande composée de Thongsri Thamakord, Phantipha Wongchuvej, Suphannee Wongsut et Sasithon Jaichun.

## Palmarès

### Séniors

#### Championnats du monde
Championne du monde
- Triplette 1996 (avec Catalina Mayol, Maria Mar Paterna et Inès Rosario) :  Équipe d'Espagne
- Triplette 1998 (avec Catalina Mayol, Rosario Pastor et Inès Rosario) :  Équipe d'Espagne
- Triplette 2002 (avec Maria-José Diaz, Yolanda Matarranz et Maria Perès) :  Équipe d'Espagne
- Triplette 2008 (avec Inès Rosario, Yolanda Matarranz et Silvia Garces) :  Équipe d'Espagne

Troisième
- Triplette 2009 (avec Yolanda Matarranz, Silvia Garces et Inès Rosario) :  Équipe d'Espagne

#### Jeux mondiaux
Troisième
- Doublette 1989 (avec Carmen-Mari Gimenez) :  Équipe d'Espagne

#### Championnats d'Europe
Championne d'Europe
- Triplette 2003 (avec María-José Pérez, María-José Diaz et Yolanda Matarranz) :  Équipe d'Espagne

Finaliste
- Triplette 2001 (avec Inès Rosario, Catalina Mayol et Yolanda Matarranz) :  Équipe d'Espagne
- Triplette 2005 (avec María-José Pérez, Verónica Martinez et Yolanda Matarranz) :  Équipe d'Espagne

#### Championnats d'Espagne
Championne d'Espagne

#### Autres compétitions
Vainqueur
Finaliste